# روبرت داي
روبرت داي (بالإنجليزية: Robert Day)‏ (و. 1922 – م) هو ممثل، ومخرج سينمائي، وكاتب سيناريو، من المملكة المتحدة، ولد في إنجلترا.

## وصلات خارجية
- روبرت داي على موقع IMDb (الإنجليزية)
- روبرت داي على موقع ألو سيني (الفرنسية)
- روبرت داي على موقع أول موفي (الإنجليزية)
- روبرت داي على موقع قاعدة بيانات الأفلام السويدية (السويدية)
- روبرت داي على موقع قاعدة بيانات الفيلم (الإنجليزية)
- روبرت داي على موقع كينوبويسك (الروسية)